# Ласерски штампач
Ласерски штампач је врста штампача који свој рад заснива на ласерској технологији. Његов рад се заснива на особини неких материјала (селен) да се наелектришу видљивости под утицајем светлости. Они функционишу тако што се под дејством ласерског осветљења уклаља наелектрисање са ротирајућег бубња, које је претходно равномерно нанесен. Бубањ након осветљавања пролази изнад тонера у праху и површина бубња која није била изложена ласеру привлачи честице тонера и преноси их на папир. 
Селен је полупроводник, који када није осветљен има особине изолатора а када се осветли постаје проводник електричне струје.
Резолуција штампача зависи од величине тачке, која зависи од дебљине ласерског зрака, и квалитета тонера.
Ласерска технологија се користи код штампача у боји, где постоје модели са три (CMY) и четири (CMYK) механизма за штампање. 
Ласерски штампачи данас, стандардно, достижу брзину штампе од 10 до 60 страна у минути (енгл. ppm, Pages Per Minute), а најбржи модели и више од 200 страна у минути у црнобелој штампи и преко 100 страна у минути у боји.